# Martin Brisac
Pour les articles homonymes, voir Brisac.
Martin Brisac (1957-2019) est un dirigeant de radio français, lié de 1987 à 2000 à Europe 1 Communication. Il fut notamment un des artisans du développement international d'Europe 2 vers l'Europe centrale et orientale avec la création d'Europa Plus.

## Biographie
Après des études à l'Institut d'études politiques de Paris, et un passage chez Arthur Andersen, il entre dans le groupe Europe 1 comme secrétaire général et s'engage dans la fondation et le développement de nouvelles stations en France (il dirige le réseau Europe 2 de 1990 à 1994) et en Europe centrale et orientale : Europa Plus en URSS et Evropa 2 en Tchécoslovaquie.
Il meurt le 23 août 2019 dans l'incendie de son logement à Strasbourg.